# زوجة من باريس (فلم)
زوجة من باريس هو فيلم مصري عُرض عام 1966، بطولة صلاح ذو الفقار ورشدي أباظة وفؤاد المهندس ونبيلة عبيد، ومن إخراج عاطف سالم.

## قصة الفيلم
واحة باريس مدينة صغيرة تتبع محافظة الوادي الجديد، بدأت الثورة المصرية تهتم بها، وأرسلت إليها بالطبيب وجيه والذي كان يعاني من عدم قبول زوجته سامية العيش معه في الواحة، بتحريض من أمها عادت الي القاهرة، وتم إرسال المهندس ناجي الذي كان متأزماً نفسياً من صنف النساء، ويكرهن كراهة التحريم، بسبب خيانة إحداهن له، وأخيراً المدرس داوود ناظر ومدرس وفراش المدرسة الأولية، والذي كان يبحث عن زوجة تشاركه الحياة بالواحة، وبالفعل يقع اختياره على إحدى فتيات الواحة، ثم تعود سامية زوجة الدكتور وجيه للعيش معه من جديد أما المهندس ناجي فيتزوج من المشرفة الاجتماعية الجديدة سامية التي تستطيع بشخصيتها أن تزيل الأثر السيء الذي تركته خيانة زوجته له.

## طاقم التمثيل
- صلاح ذو الفقار بدور الدكتور وجيه
- رشدي أباظة بدور ناجي
- فؤاد المهندس بدور داود
- نبيلة عبيد بدور سامية
- كريمة الشريف بدور سامية - زوجة وجيه
- أحمد الحداد بدور عثمان - مدرس
- أمين الهنيدي بدور الشيخ حواش الدجال
- عبد الغني النجدي بدور عبد الدايم
- حسين إسماعيل بدور عمران
- حسن أتلة بدور صاحب عربة التوصيل
- سيد عبد الله بدور العمدة
- بوسي بدور بنت عبد الدايم
- إبراهيم حشمت بدور من رجال الواحة
- علوية جميل بدور والدة زوجة وجيه
- إسكندر منسي بدور مسئول بالمحطة
- ماري باي باي

## فريق العمل
- إخراج: عاطف سالم
- قصة وحوار: أمينة الصاوي
- سيناريو: عبد الحي أديب
- مدير التصوير: كليليو
- موسيقي: علي إسماعيل
- مونتاج: عبد العزيز فخري
- إنتاج: شركة القاهرة للسينما (منير رفلة)
- توزيع: الشركة العامة لتوزيع وعرض الأفلام السينمائية

## روابط خارجية
- مقالات تستعمل روابط فنية بلا صلة مع ويكي بيانات